# NFL 98
NFL 98 est un jeu vidéo de football américain sorti en 1997 et fonctionne sur Mega Drive. Le jeu a été développé par Spectacular Games et édité par Sega.